# Peter König (Richter)
Peter König (* 12. September 1956 in München) ist ein deutscher Rechtswissenschaftler. Er war von Januar 2009 bis Juli 2022 Richter am Bundesgerichtshof.

## Werdegang
Am 15. April 1985 begann er seine Karriere in der Justiz  als Staatsanwalt im Richterverhältnis auf Probe bei der Staatsanwaltschaft beim Landgericht München I. Bereits 1985 wechselte er in das Bayerische Justizministerium, zunächst als Regierungsrat zur Anstellung. 1987 wurde er zum Regierungsrat auf Lebenszeit ernannt. Von 1988 bis 1989 war er als Richter am Landgericht München I tätig. Hiernach kehrte er in das Justizministerium zurück. 1992 wurde er zum Regierungsdirektor, 1997 zum Ministerialrat befördert. König promovierte zum Thema Strafbarer Organhandel 1998 an der Universität München. 2001 und 2002 war er Vorsitzender Richter einer Strafkammer am Landgericht München II, kehrte dann aber erneut als Ministerialrat in das Justizministerium zurück. Hier profilierte er sich als Experte für die Strafgesetzgebung. 2008 wurde er zum Richter am Bundesgerichtshof gewählt und trat dort seinen Dienst im Januar 2009 im 5. Strafsenat, der in Leipzig beheimatet ist, an. König trat am 31. Juli 2022 in den Ruhestand.
Seit dem 23. Juli 2007 ist er Honorarprofessor für Strafrecht an der Ludwig-Maximilians-Universität München.
König bearbeitete die 13. und 14. Auflage (2002/2006) des im Verlag C.H. Beck verlegten von Erich Göhler begründeten Kommentars zum Gesetz über Ordnungswidrigkeiten und ist seit der 39. Auflage (2007) Bearbeiter des unter dem Namen des verstorbenen Peter Hentschel herausgegebenen Kommentars zum Straßenverkehrsrecht.